# Steffen Ernemann
Steffen Ernemann (Odder, 26 april 1982) is een Deense voetballer (middenvelder) die in zijn laatste seizoen als prof voor Sarpsborg 08 FF uitkwam. Hij speelde zijn hele carrière in eigen land tot hij op zijn 28ste bij Zulte Waregem tekende. Voor het seizoen 2010/11 wordt hij door Zulte Waregem uitgeleend aan KSV Roeselare.

## Spelerscarrière
| seizoen | club                   | land       | competitie         | wed. | goals |
| ------- | ---------------------- | ---------- | ------------------ | ---- | ----- |
| 2002/03 | AGF Aarhus             | Denemarken | 1.Division         | 17   | 3     |
| 2003/04 | AC Horsens             | Denemarken | 1.Division         | 26   | 7     |
| 2004/05 | AC Horsens             | Denemarken | 1.Division         | 32   | 1     |
| 2005/06 | AC Horsens             | Denemarken | 1.Division         | 32   | 1     |
| 2006/07 | AC Horsens             | Denemarken | 1.Division         | 21   | 0     |
| 2007/08 | Silkeborg IF           | Denemarken | SAS Ligaen         | 25   | 9     |
| 2008/09 | Silkeborg IF           | Denemarken | SAS Ligaen         | 26   | 5     |
| 2009/10 | SV Zulte Waregem       | België     | Jupiler Pro League | 10   | 2     |
| 2010/11 | → KSV Roeselare (huur) | België     | Exqi League        | 28   | 8     |
| 2011/12 | Esbjerg fB             | Denemarken | 1.Division         | 8    | 0     |
| 2012/13 | Esbjerg fB             | Denemarken | SAS Ligaen         | 23   | 1     |
| 2013    | Sarpsborg 08 FF        | Noorwegen  | Tippeligaen        | 2    | 0     |
|         |                        |            | Totaal             | 251  | 37    |